# Адемола Лукман
Адемо́ла Лу́кман Оладжа́де Ала́де Айло́ла Лу́кман (на английски: Ademola Lookman Olajade Alade Aylola Lookman) е английски и нигерийски футболист, играещ като полузащитник и нападател за италианския Аталанта. Вицешампион от Купата на африканските нации 2023, където бележи 3 гола – един в групите срещу Кот д'Ивоар при победата с 1:0, един на 1/8 финала срещу Камерун за победата с 2:0 и единствения на 1/4 финала срещу Ангола при победата с 1:0. През сезон 2023/24 печели Лига Европа с екипа на Аталанта. Във финалния мач италианците надделяват с 3:0, като Лукман отбелязва хеттрик с попадения в 12-та, 26-та и 75-та минута.

## Успехи
Англия до 20 г.
- Световно първенство по футбол за младежи
  -  Световен шампион (1): 2017

 Нигерия
- Купа на африканските нации
  -  Вицешампион (1): 2023

 Аталанта 
- Лига Европа
  - Шампион (1): 2023/24